# Papegojtulpaner
Papegojtulpaner (Tulipa ×gesneriana Papegoj-Gruppen) är en grupp i familjen liljeväxter som omfattar sent blommande sorter med förvridna och fransiga hylleblad.